# Frank Henter
Frank August Henter (* 30. Januar 1964 in Dortmund) ist ein deutscher Schwimmer und Olympiateilnehmer.

## Leben
Frank Henters Heimatverein ist der SV Derne 49 in Dortmund. Henter konnte sich mehrfach bei Deutschen Meisterschaften platzieren:
- 50 m Freistil: 1986 Platz 3, 1987 und 1988 jeweils Vizemeister.[2]
- 50 m Delfin: 1987 Platz 3, 1988 Meister, 1989 Vizemeister.[3]

Bei den Olympischen Spielen 1988 in Seoul startete er über 50 m Freistil und kam in 23,03 s (Vorlauf 22,98) auf den 7. Platz. Gold gewann der Amerikaner Matt Biondi in der Weltrekordzeit von 22,14 s.
Darüber hinaus war er mehrfacher Sieger in Weltcup-Wettbewerben in Kanada und den USA und konnte im Laufe seiner Schwimmkarriere deutsche Rekorde und Europarekorde aufstellen.
Nach leitenden Funktionen bei Personaldienstleistern gründete Henter das Unternehmen Henterpersonal, das er gemeinsam mit seiner Frau und seinem ältesten Sohn führt.